# SAO Hercegovina
Srpska autonomna oblast Hercegovina (Српска аутономна област Херцеговина) je bila samoproglašena srpska autonomna oblast nastala u SR BiH (SFRJ) 1991. godine, po predlošku koji se prethodno sprovelo u Hrvatskoj proglašavanjem t.zv. SAO Krajine. Proglašena je odlukom Skupštine Zajednica općina Istočne Hercegovine. Kasnije je uključena u Republiku Srpsku. Nalazila se u istočnom dijelu Hercegovine, a nazivala se i SAO-i Istočnom Hercegovinom i SAO-i Starom Hercegovinom.
Na čelu SAO-i Istočne Hercegovine i idejni vođa je bio Božidar Vučurević. SAO Hercegovina je stvorena od zajednica općina poznatije kao Zajednica općina Istočne Hercegovine, koja je formirana 27. svibnja 1991. Proglašena je odlukom Skupštine Zajednica općina Istočne Hercegovine 12. rujna 1991., a obuhvaćala je dijelove Hercegovine s većinskim srpskim stanovništvom. Glavni grad je bio Trebinje.